# Sanatorium (Aincourt)

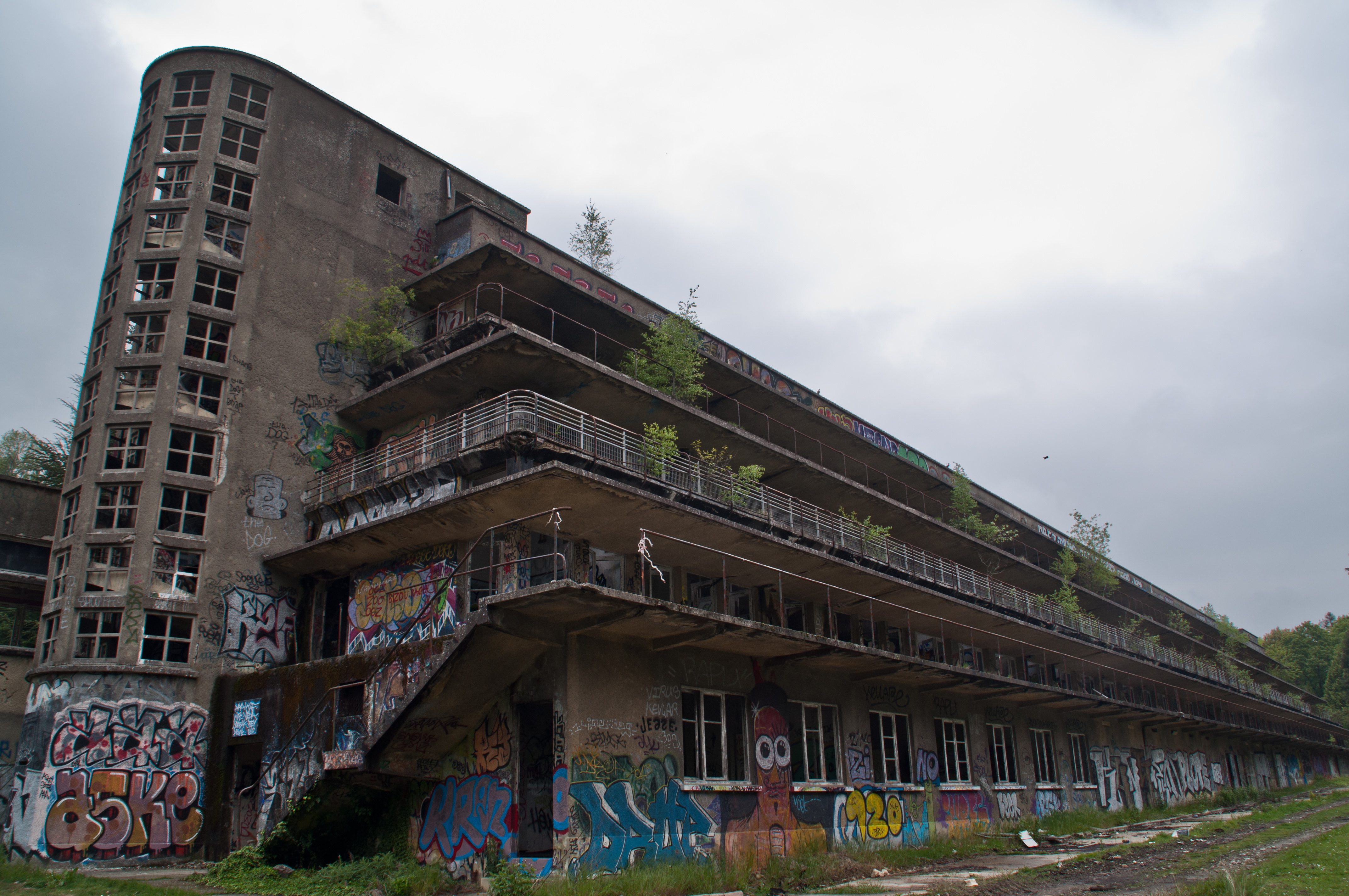
Zustand 2017

Das Sanatorium in Aincourt wurde von 1931 bis 1933 in Aincourt, einer französischen Gemeinde im Département Val-d’Oise in der Region Île-de-France, errichtet. Das Bauwerk steht seit 1999 als Monument historique auf der Liste der Baudenkmäler in Frankreich.

## Geschichte
Das Sanatorium wurde 1931 bis 1933 von den Architekten Édouard Crevel und Paul-Jean Decaux errichtet, die den Architektenwettbewerb gewonnen hatten. Das Gebäude wurde in einem 73 Hektar großen Park, Parc de la Bucaille genannt, gebaut und im Juli 1933 eröffnet. Das ehemalige Département Seine-et-Oise gab das Sanatorium in Auftrag, weil die Tuberkuloseerkrankungen beträchtlich zugenommen hatten. Es besteht aus drei Pavillons, für jeweils 150 Männer, Frauen und Kinder. Zusätzlich gab es weitere Gebäude: eine Schule, eine Wäscherei, ein Verwaltungstrakt und Wohnungen für das Personal. Ebenso wurde eine Kläranlage und ein Wasserturm errichtet.
Während der Vichy-Regimes wurde das Sanatorium mit Genehmigung der deutschen Besatzungsbehörden als Internierungslager, als sogenanntes Centre de sejour surveille (CSS, Zentrum für überwachten Aufenthalt), eingerichtet. Das Lager wurde im Oktober 1940 in einem der drei Gebäude des Sanatoriums eröffnet und diente zunächst der Internierung Politischer Häftlinge: Widerstandskämpfer, Gewerkschafter, Kommunisten und Juden. Das Lager war eine direkte Folge einer Pariser Razzia vom 5. Oktober 1940, bei der 182 Kommunisten, die vom Pariser Polizeipräsidium als „gefährlich für die öffentliche Sicherheit“ eingestuft worden waren, in Aincourt interniert wurden. Nach einer vom Präfekten des Départements Seine-et-Oise veranlassten Razzia mit ähnlicher Stoßrichtung stieg die Belegung des Lagers Ende Oktober auf 367 Männer.

„Das Lager Aincourt im Département Seine-et-Oise war ein ehemaliges Sanatorium, von dem es eines der drei Gebäude nutzte. Es lag etwa 15 km von Mantes entfernt, befand sich in einer angenehmen Umgebung und bot auf den ersten Blick recht günstige Bedingungen, abgesehen davon, dass das für 150 Kranke vorgesehene Gebäude ab Ende November 1940 etwa 600 Internierte aufnahm, in der Spitze bis zu 667 Anfang Juni 1941. Bis Ende 1941 lag die Zahl der Insassen konstant um die 500, bevor sie aufgrund der ungewissen Zukunft des Zentrums deutlich zurückging und die Insassen im Frühjahr 1942 in das neue Lager Voves verlegt wurden.“

Das Internierungslager Aincourt war auch ein Sortierzentrum, von dem aus sogenannte Rädelsführer für Erschießungen und Deportationen ausgewählt wurden. Auf den Webseiten der AJPN - anonymes, Justes et persécutés durant la période nazie dans les communes de France und der Fondation Pour La Memoire De La Deportation (FMD) sind eine Vielzahl dieser Deportationen dokumentiert. Sie endeten mit einer Verlegungen in das Lager Voves im Mai 1942, und damit endete auch die Geschichte des Männerlagers in Aincourt.
Im Mai 1942 kamen Frauen aus dem Lager Châteaubriant nach Aincourt. Sie wurden von hier am 13. September 1942 in das Internierungslager im Schloss von Gaillon verlegt. Von da an blieb das Lager Aincourt geschlossen. AJPN geht von mehr als 1.500 Menschen aus, die in Aincourt interniert waren. Die meisten von ihnen seien erschossen oder in Konzentrationslager der Nazis deportiert worden.
Nach der Schließung des Internierungslagers wurde das Sanatorium als Trainingslager von der Miliz Groupes Mobiles de Réserve (GMR) genutzt. Am 31. März 1943 besuchte René Bousquet, Generalsekretär der Polizei des Vichy-Regimes, das Trainingslager.
1946 wurde das Sanatorium wiedereröffnet.

## Architektur
Die drei Pavillons für die Kranken wurden in einem Abstand von 400 Meter gebaut. Sie sind 220 Meter lang und 12 Meter breit. Sie sind nach Südosten ausgerichtet, um die optimale Sonneneinstrahlung zu nutzen. Diese langgezogenen Gebäude besitzen an ihren Enden Anbauten, die im Westen den medizinischen Anwendungen und im Osten als Küchen, Speisesäle und Freizeiträume dienten. Die dreistöckigen Häuser sind an ihren Längsseiten stufenförmig zurückversetzt und mit großen Fenstern und Balkonen versehen. Die großflächig verglasten Treppenhäuser befinden sich in den beiden halbrunden, seitlichen Anbauten. Alle Gebäude sind aus Stahlbeton, die Böden sind zumeist mit Granit ausgelegt.

## Heutige Nutzung
Heute befindet sich das Centre hospitalier du Vexin (Träger: Groupement Hospitalier Intercommunal du Vexin) in einem der großen Gebäude. Die beiden anderen wurden aufgegeben und in den letzten Jahren verwüstet. Es bestehen Pläne, sie in nächster Zeit als Sozialwohnungen zu nutzen.